# Обични људи (филм из 1980)
Обични људи (енгл. Ordinary People) је амерички драмски филм из 1980. године, који је режирао Роберт Редфорд у свом редитељском дебију. Сценарио Алвина Сарџента заснован је на истоименом роману Џудит Гест из 1976. године. Филм прати распад породице више средње класе у Лејк Форесту, Илиноис, након несрећне смрти једног од њихова два сина и покушаја самоубиства другог. Главне улоге у филму тумаче Доналд Садерланд, Мери Тајлер Мур, Џад Херш и Тимоти Хатон.
Филм је дистрибуирао Paramount Pictures. Биоскопска дистрибуција отпочела је 19. септембра 1980, а филм је остварио критички и комерцијални успех. Рецензенти су похвалили Редфордову режију, Сарџентов сценарио и глумачку екипу. Филм, који је зарадио 90 милиона долара са буџетом од 6,2 милиона долара, изабран је од стране Националног одбора за рецензију филмова као један од десет најбољих остварења 1980. године и номинован је за шест Оскара, освојивши четири: најбољи филм, најбоља режија, најбољи адаптирани сценарио и најбољи глумац у споредној улози за Хатона (који је био најмлађи добитник, са 20 година). Поред тога, филм је освојио пет награда Златни глобус: најбољи филм – драма, најбоља режија, најбоља глумица (Мур), најбољи сценарио и најбољи споредни глумац (Хатон).

## Радња
Џерети су породица из више средње класе из Лејк Фореста, отменог предграђа Чикага која покушава да се врати нормалном животу након несрећне смрти њиховог старијег сина тинејџера Бака и покушаја самоубиства њиховог млађег и преживелог сина Конрада. Конрад, који се недавно вратио кући са четворомесечног боравка у психијатријској болници, осећа се отуђеним од својих пријатеља и породице и почиње да посећује психијатра, др Бергера. Бергер сазнаје да је Конрад био умешан у несрећу на једрењу која је однела живот Бака, кога су сви обожавали. Конрад се сада бави посттрауматским стресним поремећајем и тражи помоћ од свог психијатра.
Конрадов отац, Калвин, покушава да се повеже са својим преживелим сином и да разуме своју жену. Конрадова мајка, Бет, пориче свој губитак, надајући се да ће задржати смиреност и вратити своју породицу у оно што је некада била. Чини се да је више волела свог старијег сина, а због покушаја самоубиства, постала је хладна према Конраду. Одлучна је да одржи изглед савршенства и нормалности. Конрад ради са др Бергером и учи да покуша да се носи са својим емоцијама, а не да их контролише. Почиње да излази са другарицом из школе, Џенин, која му помаже да поврати осећај оптимизма. Конрад се, међутим, и даље бори да комуницира и поново успостави нормалан однос са родитељима и школским друговима. Чини се да не може да дозволи никоме, посебно Бет, да му се приближи. Бет чини неколико опрезних покушаја да апелује на Конрада за неки привид нормалности, али је на крају била хладна према њему.
Мајка и син се често свађају док Калвин углавном заузимај Конрадову страну из страха да ће га поново гурнути преко ивице. Ствари достижу врхунац пред Божић када се Конрад разбесни на Бет јер не жели да се фотографише са њим, псујући је пред баком и дедом. Након тога, Бет открива да је Конрад лагао о томе где је ишао после школе. Ово доводи до жестоке расправе између Конрада и Бет у којој Конрад истиче да га Бет никада није посетила у болници, рекавши да би „дошла да је Бак био у болници”. Бет одговара: „Бак никада не би био у болници!” Бет и Калвин путују да посете Бетиног брата у Хјустону, где се Калвин суочава са Бет због њеног става.
Конрад доживи неуспех када сазна да је Карен, његова пријатељица из психијатријске болнице, починила самоубиство. Катарзична сеанса са др Бергером омогућава Конраду да престане да криви себе за Бакову смрт и прихвати слабости своје мајке. Међутим, када Конрад покуша да покаже наклоност, Бет не реагује, што је довело до тога да се Калвин емоционално суочи са њом последњи пут. Он доводи у питање њихову љубав и пита да ли је она способна да некога заиста воли. Запањена, Бет пакује кофере и враћа се у Хјустон. Калвин и Конрад су остављени да се помире са новом породичном ситуацијом, потврђујући љубав оца и сина једно према другом.

## Улоге
- Доналд Садерланд као Калвин Џерет
- Мери Тајлер Мур као Бет Џерет
- Џад Херш као Тајрон Ц. Бергер
- Тимоти Хатон као Конрад Џерет
- Елизабет Макгаверн као Џанин Прет
- М. Емет Волш као Салан
- Дина Меноф као Керен Алдрич
- Фредрик Лене као Џо Лајзенби
- Џејмс Сикинг као Рај Хенли
- Бејзил Хофман као Слоан
- Квин Редер као Ворд
- Мариклер Костел као Одри
- Мег Манди као Бака
- Елизабет Хабард као Рут
- Адам Болдвин као Кевин Стилмен
- Скот Доблер као Бак Џерет

### Кастинг
Џин Хекман је првобитно добио улогу Калвина Џерета, али је касније одустао када он и студио нису могли да постигну финансијски договор.

## Пријем
Обични људи су освојили четири Оскара, укључујући Оскара за најбољи филм. Деби Роберта Редфорда у улози режисера донео му је Оскара за најбољу режију. Алвин Сарџент је освојио Оскара за најбољи адаптирани сценарио. Тимоти Хатон је освојио Оскара за најбољег споредног глумца у својој првој филмској улози (претходно је глумио на телевизији).
Филм је обележио пробој каријере Мери Тајлер Мур из личности њене друге две познате улоге као Лоре Петри у Шоу Дика Ван Дајка и Мери Ричардс у Шоу Мери Тајлер Мур. Њена сложена улога мајке Хатоновог лика била је добро прихваћена и донела јој је номинацију за најбољу глумицу. Улога Доналда Сатерленда као оца такође је била добро прихваћена, а номинована је за награду Златни глобус. Он, међутим, није био номинован за Оскара заједно са својим колегама, што је Entertainment Weekly описао као једну од најгорих глумачких омаловажавања у историји доделе Оскара.
Џад Хирш, који је глумио др Бергера, лика који је био значајна промена од његовог претходног рада на ситкому Такси, добио је похвале од многих у психијатријској заједници јер је његов лик био један од ретких тренутака када је њихова професија приказана у позитивном светлу на филму. Хирш је такође био номинован за најбољег споредног глумца, изгубивши од колеге Хатона. Поред тога, Обични људи покренули су каријеру Елизабет Мекговерн која је играла љубавни интерес Хатоновог лика и која је добила специјалну дозволу за снимање док је похађала Џулијард.
Роџер Иберт је дао филму четири звездице и похвалио како се радња филма „гледа са потцењеном стварношћу. Нема јефтиних снимака против начина живота у предграђу, богатства или манира: проблеми људи у овом филму нису узроковани њиховим окружењем, већ израстају из њих самих... То је оно што филм издваја од софистициране приградске сапунице у коју је лако могао да прерасте.” Касније га је прогласио петим најбољим филмом 1980. године, док га је колега Џин Сискел оценио као други најбољи филм те године. Пишући за The New York Times Винсент Кенби га је назвао „дирљивим, интелигентним и смешним филмом о катастрофама које су уобичајене за све осим за људе који их доживљавају”.
На сајту Rotten Tomatoes филм има рејтинг одобравања од 89%, на основу 102 рецензије, са просечном оценом 8,50/10. Критички консензус сајта гласи: „Роберт Редфорд се доказује као филмски стваралац неуобичајене емоционалне интелигенције са Обични људи, повољан деби који спретно посматра разбијање породичне јединице кроз квартет врхунских перформанси.”
Филм је био успешан на биоскопским благајнама, зарадивши 54 милиона долара у Сједињеним Државама и Канади и око 36 милиона долара у иностранству, са укупном зарадом од 90 милиона долара.
Истакнута употреба Пахелбеловог Канона у филму, који је вековима био релативно нејасан, помогла је да се комад уведе у популарну културу.
Џулија Л. Хол, новинарка која је опширно писала о нарцисоидном поремећају личности, написала је 2017. након Мурине смрти да она одлично приказује нарцизам свог лика. Похвалила је Мурову што је ризиковала каријеру тако брзо након што је глумила тако незабораван и симпатичан лик на телевизији.

## Кућни медији
Филм Обични људи је објављен на ДВД-у 2001. године. Објављен је на Блу-реј-у у марту 2022, са 4К рестаурираном верзијом филма.